# Beszyce
Beszyce Górne is een plaats in het Poolse district Sandomierski, woiwodschap Święty Krzyż. De plaats maakt deel uit van de gemeente Koprzywnica en telt 266 inwoners.